# Microhyla erythropoda

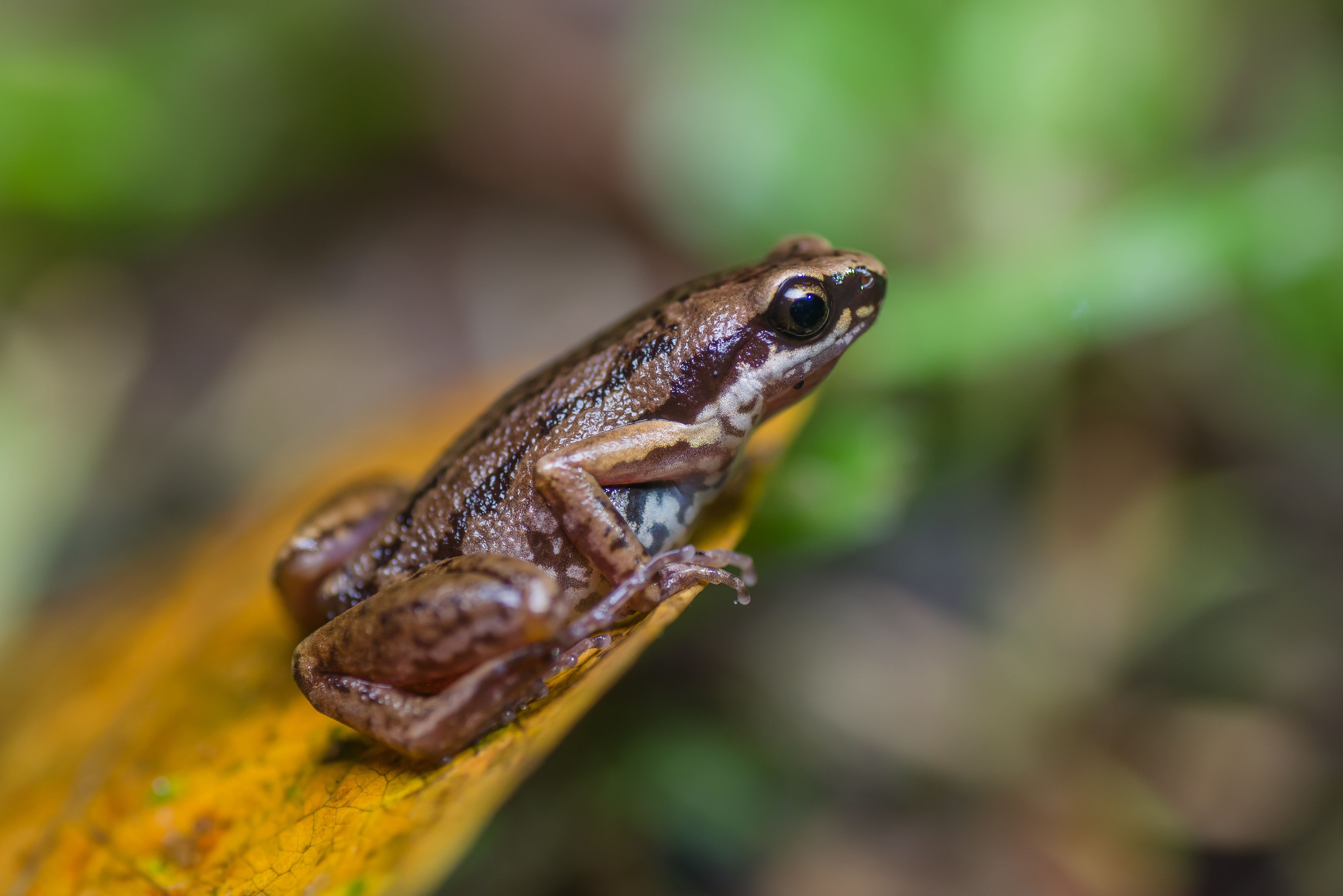
Fotografia d'un especimen de Microhyla erythropoda.

Microhyla erythropoda és una espècie de granota que viu al Vietnam.